# Kuba-Imperial

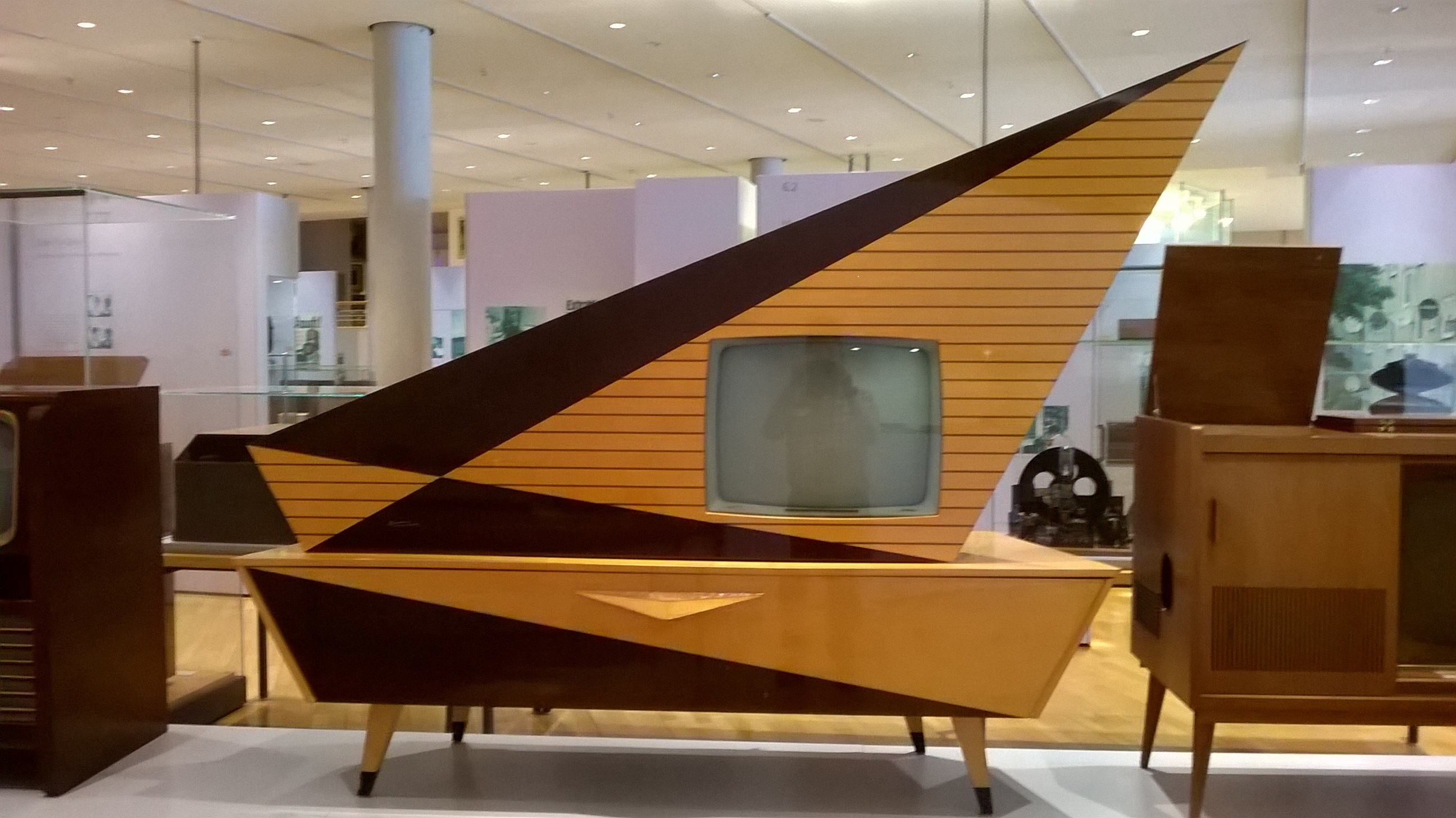
Kuba „Komet“ esposto al Museum für Kommunikation Frankfurt

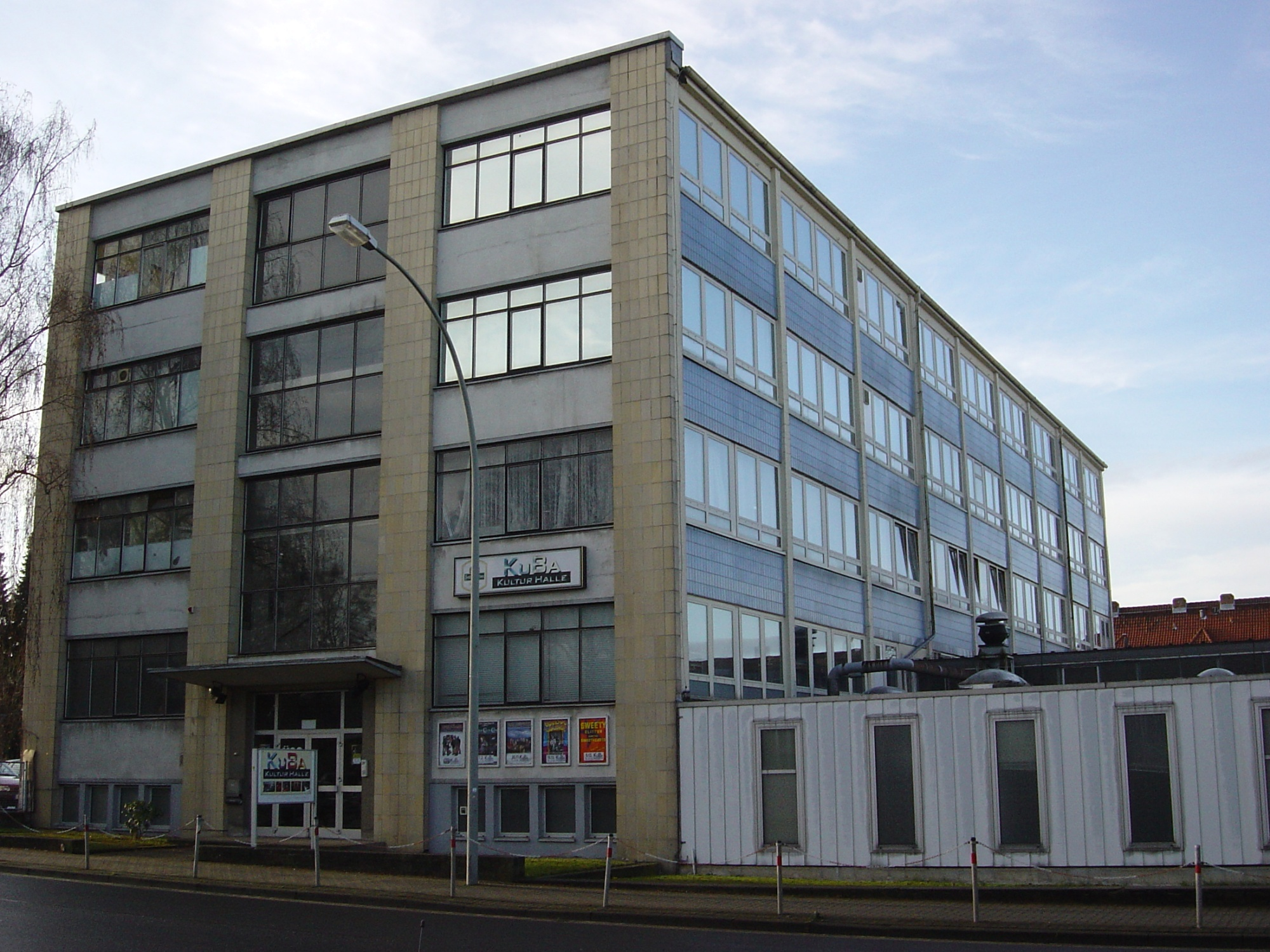
La sede dell'azienda, ora Kulturzentrum KuBa-Halle

Kuba-Imperial (nota anche soltanto come Kuba) è stata un'azienda tedesca produttrice di elettronica di consumo, in particolare di mobili radio.

## Storia
Fu fondata nel 1948 a Wolfenbüttel, in Bassa Sassonia, da Gerhard Kubetschek (1909-1976), la Kuba Tonmöbel und Apparatebau, avviò la sua produzione con  100 addetti in organico, e si presentò con un catalogo che comprendeva più di 12 modelli di mobili radio, il primo dei quali fu il Traviata.
Il 15% degli apparecchi prodotti a Wolfenbüttel fu destinato alle esportazioni, e Kuba nel 1953 deteneva l'80% di quota di mercato dei mobili radio tedeschi esportati. Per l'approvvigionamento dei componenti, la ditta ebbe come fornitori le maggiori aziende tedesche del settore come Graetz, Loewe-Opta, Nordmende, SABA e Telefunken.
Dopo diversi anni di successi conseguiti, Kuba contava tre siti produttivi a Wolfenbüttel e Braunschweig. Un'altra fabbrica venne acquisita nel 1958 ad Osterode am Harz dalla fallita ditta Continental Rundfunk und Fernsehen GmbH, che produceva apparecchi radiofonici a marchio Imperial. Acquisitone il marchio, fu creata la Imperial Rundfunk und Fernsehwerk GmbH.
Con l'acquisizione di Continental, Kuba acquisì a sua volta il know-how necessario per il proprio sviluppo e produzione di apparecchi radiofonici e televisivi. Un altro passo verso l'indipendenza dai fornitori fu l'acquisto di un impianto di lavorazione del legno.
A quei tempi i modelli di mobili radio Kuba più famosi erano quelli "ibridi", con televisori, radio, giradischi e casse, con possibilità anche di installarvi un registratore.
Dopo oltre due decenni dalla sua fondazione, l'azienda impiegò nelle varie sedi oltre 4.000 dipendenti. Kuba era all'epoca il terzo produttore di apparecchi radio e televisori in Germania, ed aveva un fatturato annuo di 220 milioni di marchi.
Nel luglio 1966 Kubetscheck cedette l'azienda al gigante americano General Electric per 80 milioni di marchi restandovi ancora per otto mesi come membro del consiglio di amministrazione.
Per l'introduzione della televisione a colori, nel 1967 l'azienda venne ridenominata Kuba-Imperial GmbH. Nello stesso anno lanciò il televisore Porta Colour, ma competere nel mercato dei televisori divenne più difficile. Nel 1968 la produzione venne concentrata unicamente ad Osterode, mentre gli altri stabilimenti furono venduti.
Nel 1970 l'azienda fu rilevata dalla AEG-Telefunken. Cambiò ragione sociale in Imperial Radio Fernsehen Phono GmbH, ed operò fino al 1972, quando venne chiusa.
I vecchi capannoni di Wolfenbüttel esistono ancora e sono utilizzati da piccole imprese e per eventi culturali. Un museo dedicato alla Kuba-Imperial commemora il lavoro di Kubetschek e la storia della sua azienda.